# Saint privat
saint privat ist ein Wiener Band-Projekt des DJs und Produzenten Klaus Waldeck. Die Musik ist eine Mischung aus 1960er-Jahre-Sound, Elektronik und Bossa. Man identifiziert saint privat aber eigentlich mit der Sängerin Valérie Sajdik, die 2005 den Amadeus Award erhielt.

## Bandgeschichte
Nach dem erfolgreichen Debüt-Album Riviera im Jahr 2004 folgte 2007 die CD Superflu, das weniger auf Elektronik als auf Band-Instrumente mit vier neuen Komponisten Clemens Wabra, Valérie Sajdik, Anacole Daalderop, Daniel Moussier.

## Diskografie

### Alben
- Riviera (2004)
- Superflu (2006)
- Après la Bohème (2023)[2][3]

### Singles
- Tous les jours (2004)
- Pan Am 009 (2004)
- Superflu (2006)
- Somebody to love (2007)